# ناوتو كان
ناوتو كان (باليابانية: 菅 直人) (مواليد 10 أكتوبر 1946) هو سياسي ياباني ورئيس وزراء اليابان السابق، ويمثل المقاطعة الرابعة عشر لطوكيو في مجلس النواب الياباني. استلم كان منصب رئيس وزراء اليابان في 4 يونيو 2010 بعد استقالة سابقه يوكيو هاتوياما، وفي 26 أغسطس 2011 أعلن كان استقالته ليخلفه يوشيهيكو نودا في 2 سبتمبر 2011. عمل كان كوزير للصحة والعمل في فترة تسعينات القرن الماضي، ووزيرا للاقتصاد ونائب رئيس الوزراء في حكومة هاتوياما.

## سيرته وتعليمه
ولد ناوتو عام 1946 في مدينة أوبه من محافظة ياماغوتشي لأب يعمل رجل أعمال، وتخرج عام 1970 من معهد طوكيو للتكنولوجيا.

## روابط خارجية
- ناوتو كان على موقع الموسوعة البريطانية (الإنجليزية)
- ناوتو كان على موقع مونزينجر (الألمانية)
- ناوتو كان على موقع إن إن دي بي (الإنجليزية)